# Katoit
Das Mineral Katoit ist ein sehr seltenes Hydroxid aus der Obergruppe der Granate mit der vereinfachten Zusammensetzung Ca3Al2(OH)12. Es kristallisiert im kubischen Kristallsystem mit der Struktur von Granat. Katoit bildet meist farblose, milchig trübe Krusten, seltener säulige Aggregate aus oktaedrischen Kristallen. Die selten mit bloßem Auge sichtbaren Kristalle sind farblos und transparent mit einer Größe von unter einem Millimeter.
Katoit findet sich in Hohlräumen von Vulkaniten oder am Kontakt von Kalkstein-Xenolithen mit dem sie umgebenden Vulkangestein. Außer in seiner Typlokalität, den Phonolith-Steinbruch bei Montalto di Castro, Latium in Italien, wurde Katoit bislang nur an wenigen anderen Orten der Welt gefunden.
Außerhalb der Natur bildet sich Katoit beim Abbinden aluminiumhaltiger Zemente, beispielsweise Portlandzement, und ist damit Bestandteil eines der wichtigsten Baustoffe des Industriezeitalters. In den Geowissenschaften ist Katoit die Modellsubstanz für den Einbau von Wasser in nominell wasserfreie Silikate durch den Ersatz von SiO4 durch (OH)4. Außer in den meisten Granaten konnten (OH)4-Defekte beispielsweise in Olivin und Coesit nachgewiesen werden und spielen eine bedeutende Rolle für das Verständnis der Prozesse im Erdmantel.

## Etymologie und Geschichte
Wasserhaltige Granate mit weniger als 6 H2O oder mehr als 1,5 SiO2 pro Formeleinheit sind seit Beginn des 20. Jahrhunderts bekannt. F. Cornu beschrieb 1906 den Hibschit, leider mit falscher Zusammensetzung CaO • Al2O3 • 2SiO2 • 2H2O. 1920 beschrieb William F. Foshag das Mineral Plazolith mit der Zusammensetzung 3CaO • Al2O3 • 2(SiO2, CO2) • 2H2O, dass er damals der Sodalithgruppe zuschrieb. Adolf Pabst konnte 1937 mit seiner Strukturuntersuchung von Plazolith diesen der Granatgruppe zuordnen und Beliankin & Petrov zeigten 1941, dass Hibschit und Plazolith in Zusammensetzung und Eigenschaften weitgehend identisch sind. Sie beschrieben Hibschit/Plazolith als Grossular, bei dem ein SiO2 durch 2H2O ersetzt wurde und führten die Bezeichnung Grossularoid für diese Minerale ein. 1943 prägten C. O. Hutton et al. den Namen Hydrogrossular für Granate mit Zusammensetzungen zwischen Grossular und Hibschit. Aktuell werden alle Grossular-Katoit-Mischkristalle mit unbekannten OH-Gehalt als Hydrogrossular bezeichnet. Seit der Neuordnung der Granatgruppe durch die IMA 2013 gilt Hibschit nicht mehr als Mineral und alle Hydrogrossulare mit mehr als 1,5 Si pro Formeleinheit werden als Grossular bezeichnet.
Lange bevor Katoit, ein Hydrogrossular mit weniger als 1,5 SiO2 pro Formeleinheit, 1984 in der Natur nachgewiesen wurde, wurden synthetische Phasen mit solchen Zusammensetzungen charakterisiert. Bereits 1941 publizierten Flint und Mitarbeiter ihre Untersuchungen zu synthetischen Phasen mit Zusammensetzungen zwischen Grossular und dem SiO2-freien Endglied 3CaO • Al2O3 • 6H2O. Sie belegten die Existenz einer kompletten isomorphen Mischungsreihe zwischen diesen Endgliedern, bestimmten Gitterkonstanten und Brechungsindizes und prägten den Begriff Hydrogranate für diese Mischungsreihe, zu der sie auch Plazolith zählten. 23 Jahre später bestimmten Claudine Choen-Addad und ihre Mitarbeiter die Position der Protonen in der Granatstruktur vom synthetischen Hydrogranat-Endglied und belegten damit die zuvor publizierte Hypothese des isomorphen Austausches von SiO2 gegen 4(OH)-Gruppen.
Das Mineral Katoit wurde erst 20 Jahre später, also 1984, von Elio Passaglia und Romano Rinaldi beschrieben und nach Akira Kato vom Nationalmuseum der Naturwissenschaften in Tokio benannt. Kato war Vorsitzender der Kommission für neue Minerale, Mineralnamen und Klassifikation (CNMNC) der International Mineralogical Association (IMA) und Katoit war das letzte Mineral, dass unter seinem Vorsitz von der CNMNC anerkannt wurde.

## Klassifikation
Die aktuelle Klassifikation der International Mineralogical Association (IMA) zählt den Katoit zur Granat-Obergruppe, wo er bislang (2013) das einzige Mineral mit vollständig unbesetzter tetraedrisch koordinierter Gitterposition ist.
Da Katoit erst 1982 als eigenständiges Mineral anerkannt wurde, ist er in der seit 1977 veralteten 8. Auflage der Mineralsystematik nach Strunz noch nicht verzeichnet.
Im zuletzt 2018 überarbeiteten „Lapis-Mineralienverzeichnis“, das sich im Aufbau noch nach dieser alten Form der Systematik von Karl Hugo Strunz richtet, erhielt das Mineral die System- und Mineralnummer VIII/A.08-090. In der Lapis-Systematik entspricht dies der Klasse der „Silikate“ und dort der Abteilung „Inselsilikate mit [SiO4]-Gruppen“, wo Katoit zusammen mit Almandin, Andradit, Calderit, Eltyubyuit, Eringait, Goldmanit, Grossular, Henritermierit, Holtstamit, Hutcheonit, Irinarassit, Jeffbenit, Kerimasit, Kimzeyit, Knorringit, Majorit, Menzerit-(Y), Momoiit, Morimotoit, Pyrop, Schorlomit, Spessartin, Toturit, Uwarowit und Wadalit die „Granatgruppe“ mit der Systemnummer VIII/A.08 bildet.
Die von der IMA zuletzt 2009 aktualisierte 9. Auflage der Strunz’schen Mineralsystematik ordnet den Katoit in die Klasse der „Silikate und Germanate“ und dort in die Abteilung „Inselsilikate (Nesosilikate)“ ein. Diese ist allerdings weiter unterteilt nach der möglichen Anwesenheit zusätzlicher Anionen sowie der Kristallstruktur, so dass das Mineral entsprechend seiner Zusammensetzung und seinem Aufbau in der Unterabteilung „Inselsilikate ohne zusätzliche Anionen; Kationen in oktaedrischer [6]er- und gewöhnlich größerer Koordination“ zu finden, wo es zusammen mit Almandin, Andradit, Blythit, Calderit, Goldmanit, Grossular, Henritermierit, Hibschit, Holtstamit, Hydroandradit, Kimzeyit, Knorringit, Majorit, Momoiit, Morimotoit, Pyrop, Schorlomit, Skiagit, Spessartin, Uwarowit und Wadalit die „Granatgruppe“ mit der Systemnummer 9.AD.25 bildet.
In der vorwiegend im englischen Sprachraum gebräuchlichen Systematik der Minerale nach Dana hat Katoit die System- und Mineralnummer 51.04.03d.02. Dies entspricht ebenfalls der Klasse der „Silikate“ und dort der Abteilung „Inselsilikatminerale“. Hier findet er sich innerhalb der Unterabteilung „Inselsilikate: SiO4-Gruppen nur mit Kationen in [6] und >[6]-Koordination“ in der „Granatgruppe (Hydrogranat)“, in der auch Hibschit eingeordnet ist.

## Kristallstruktur
Katoit kristallisiert mit kubischer Symmetrie in der Raumgruppe Ia3d (Raumgruppen-Nr. 230) mit 8 Formeleinheiten pro Elementarzelle. Der Gitterparameter schwankt je nach Siliciumgehalt zwischen a = 12,5731 Å (Si-frei) und 12,25 Å (1,5 Si).
Die Struktur ist die von Granat. Calcium (Ca2+) besetzt die dodekaedrisch von 8 Sauerstoffionen umgebene X-Position, Aluminium (Al3+) die oktaedrisch von 6 Sauerstoffionen umgebene Y-Position und die tetraedrisch von 4 Sauerstoffionen umgebene Z-Position ist vorwiegend unbesetzt. Die Wasserstoffionen der OH-Gruppen liegen über den Tetraederflächen der unbesetzten Z-Position. Die Angaben zur genauen Position sind unterschiedlich. Die ersten Strukturbestimmungen sehen die Protonen knapp innerhalb der leeren Tetraederposition, wohingegen alle neueren Arbeiten Protonenpositionen außerhalb des Tetraeders ausweisen.
Untersuchungen der Grossular-Katoit-Mischkristallreihe ergaben über den gesamten Zusammensetzungsbereich keinen Hinweis auf einen geordneten Einbau der OH-Gruppen und eine damit einhergehende Symmetrieerniedrigung oder die Bildung von OH- und Si-reichen Domänen im Mischkristall. Dies deutet darauf hin, dass die Symmetrieerniedrigung des Holtstamit in erster Linie durch den Einbau des Jahn-Teller-Ions Mn3+ verursacht wird.
Bei hohen Druck von ungefähr 5 GPa macht Katoit eine Phasenumwandlung durch. Katoit mit der Raumgruppe Ia3d (Raumgruppen-Nr. 230) wandelt sich zu einer Hochdruckphase mit Raumgruppe I43d (Raumgruppen-Nr. 220) um.

## Chemismus
Katoit hat die Endgliedzusammensetzung [X]Ca3[Y]Al2[Z][□ (OH)4]3 ist das (OH)4-Analog von Grossular, mit dem er eine Mischkristallreihe bildet gemäß der Austauschreaktion
- [Z]□ + (OH)−4 = [Z]Si4+ + O2−4

In dieser Reihe werden alle Zusammensetzungen mit weniger als 50 % Grossularkomponente, das sind weniger als 1,5 Si pro Formeleinheit, als Katoit bezeichnet. Die gemessene Zusammensetzung des Katoits aus der Typlokalität ist [X]Ca2,96[Y](Al1,85Mg2+0,01□0,14)[Z](Si0,69S0,11□2,2)O2,93(OH)9,07. Geringe Mengen des Si4+ können durch S6+ ersetzt werden. Die leichte Unterbesetzung der Y-Position deutet auf einen Ladungsausgleich durch Leerstellen auf dieser Position hin:
- 2[Y]Al3+ + 3[Z]Si4+ = 2[Y]□ + 3[Z]S6+

In der Typlokalität von Hibschit tritt Hydrogrossular zusammen mit Gips auf. Auch dieser Grossular, [X]Ca3[Y](Al1,61Fe3+0,22Mg2+0,10□0,07)[Z](Si1,50S0,17□1,33)O6,64(OH)5,36, weist vergleichbare Mengen Schwefel auf der Siliziumposition auf. Zusätzlich enthält er etwas Andradit/Hydroandradit entsprechend der Austauschreaktion:
- [Y]Al3+ = [Y]Fe3+

Auch synthetische Hydrogrossulare aus hydratisierten Zementen zeigen dieses Muster an Zusammensetzungen: 1,3 - 2,1 Leerstellen sowie geringe Gehalte an Schwefel (0,05 - 0,1 apfu) auf der Siliziumposition [Z], und Fe3+ (0,04 - 0,22 apfu), Mg2+ (0,03 - 0,07 apfu) sowie Leerstellen (0 - 0,5) auf der oktaedrischen [Y]-Position. Für den Ersatz von Al durch Mg werden zwei Austauschreaktionen vorgeschlagen:
- [Y]Al3+ + O = [Y]Mg2+ + OH
- 2[Y]Al3+ + [Z]Si4+ = 2[Y]Mg2+ + [Z]S6+

Grossular-Katoit-Mischkristalle wurden über den gesamten Zusammensetzungsbereich synthetisiert. Hierbei ergaben sich keine Anzeichen für Lücken in der Mischkristallreihe. Andererseits besteht die sogenannte „rosa Jade“ aus dem Bushveld-Komplex in Südafrika aus einer dichten Verwachsung von zwei verschiedenen Hydrogrossularen mit 2,65 sowie 2,5 Si pro Formeleinheit, was auf eine schmale Mischungslücke hinweisen könnte. Weitere Hinweise auf eine Mischungslücke finden sich in Untersuchungen des Hydratationsverhaltens von Zement. Hier bildet sich bei 20 °C reiner Katoit, bei 110 °C zwei verschiedene Hydrogrossulare mit 0,42 und 0,76 Si, was auf eine Mischungslücke zwischen diesen Zusammensetzungen hindeutet. Andere Autoren berichten bei 95 °C von einer Mischungslücke zwischen 0,42 und 1,50 Si pro Formeleinheit, bei 200 °C zwischen 1,0 und 1,6 Si und oberhalb von 250 °C zwischen 1,8 und 2,2 Si pro Formeleinheit.

## Bildung und Fundorte
Der Si-Gehalt von Hydrogrossularen nimmt mit steigenden Temperaturen zu. Katoit bildet sich folglich bei niedrigen Temperaturen bis ≈ 300 °C oberflächennah in Hohlräumen siliciumarmer Vulkanite. An seiner Typlokalität, dem Phonolith-Steinbruch bei Montalto di Castro, Latium in Italien, bildet er dünne mikrokristalline Krusten oder säulige Aggregate in Hohlräumen des Phonoliths. Die oktaedrischen Kriställchen sind 0,1 bis 0,3 mm groß und gerundet. Katoit tritt hier in Paragenese mit Tobermorit, Afwillit und Hydrocalumit auf. Weitere Minerale dieser Lokalität sind Opal, Portlandit, Quarz, Hämatit, Gips, Calcit, Apophyllit, Cordierit, Jennit, Strätlingit sowie die Zeolithe Chabasit, Gismondin und Phillipsit.
Ein weiterer Fundort ist der Dazit-Steinbruch am Csódi Hill in Dunabogdány, Szentendre im Komitat Pest, Ungarn. Katoit tritt hier als farblose Kruste oktaedrischer Kriställchen (0,1 mm) am Kontakt Kalksilikatischer Xenolithe mit dem Dazit auf. Begleitminerale sind Brucit, Lizardit, Chrysotil, Deweylit, Smectit und Calcit in den Xenolithen und Plagioklas, Biotit, Amphibol, Glas und Granat im Dazit.
In der Eifel wurde Katoit in Xenolithen in Alkalibasalten gefunden. Begleitminerale sind hier Fluorellestadit, Wadalit, Andradit–Schorlomit, Perowskit, Gehlenit, Magnesioferrit, Cuspidin, Ettringit–Thaumasit, Hydrocalumit, Jennit, Portlandit und Wernerkrauseit.
Weitere Fundorte sind unter anderem der Basaltsteinbruch am Zeilberg bei Maroldsweisach in Bayern, Deutschland, der Basaltsteinbruch am Láz Hill, Uzsabánya im Komitat Veszprém, Ungarn, einige Aufschlüsse der Hatrurim-Formation in Negev, Israel und Flekkeren bei Skien in Telemark, Norwegen.